# 解明胶铁还原单胞菌
解明胶铁还原单胞菌（学名：Ferrimonas gelatinilytica）是铁还原单胞菌属的下属物种。此物种是一种革兰氏阴性菌、过氧化氢酶阳性，氧化酶阴性、兼性厌氧、嗜温、中性、耐盐且运动性的球状细菌。此物种最早从韩国黄海泰安地区的潮滩沉积物中分离出来，并于2013年被描述。

## 词源
新拉丁语名词“gelatinum”，意思是明胶；新拉丁语形容词“lytica”（来自希腊语形容词“lytikê”），表示能够变得松散或溶解的。因此“gelatinilytica”一词表示能够溶解明胶，指的是该菌具有水解明胶的性质。

## 系统发育学分类
基于16S rRNA基因序列的系统发育分析表明菌株CJ24T属于铁还原单胞菌属。菌株CJ24T与海铁还原单胞菌关系最密切，具有96.9 ％的序列相似性。其次是巴利阿里岛铁还原单胞菌和森提铁还原单胞菌，分别具有95.5 ％和94.2 ％的序列相似性。
gyrB基因序列分析也给出了相同的顺序结果。与菌株CJ24T的序列相似性最高的还是海铁还原单胞菌，高达86.6 %的序列相似性。其次是81.3 %和79.8 %的序列相似性，分别对应其余两种物种。
这两个分析结果都表明菌株CJ24T可以被认定为一个新的物种。

## 描述
解明胶铁还原单胞菌是一种兼性厌氧的革兰氏阴性菌。该菌能够在15°C至42°C（最佳温度为30℃）、pH6至9（最佳酸碱值为pH6）和2至7 %NaCl（最佳盐度为2%）的情况下生存，因此它是一种嗜温、中性且耐盐的生物。该菌的细胞是球状的，没有鞭毛且它是运动性的。该菌的过氧化氢酶测试呈阳性，氧化酶测试呈阴性。
在MA培养基上以0°C培养2天后，形成的菌落呈圆形、小、光滑、不透明且米色的。